# Димитър Църов
Димитър Иванов Църов е агроном, завършил аграрен университет.
В продължение на 28 години преминава през множество ръководни позиции, започвайки от ръководството на СНМ, ДСНМ, ДКМС и градейки своята кариера - главен агроном на машинно-тракторна станция (МТС), Средище, директор на МТС, гр. Сухиндол, директор на Окръжно предприятие „Напоителни системи“ гр. Павликени, председател на ТКЗС „Павликени“, председател на АПК, заместник-председател на направление „Селско стопанство“ в Окръжния съвет, Велико Търново, председател на Окръжния съвет, Велико Търново. Разболява се от рак и до последно работи като директор на „Сортови семена“, Велико Търново.
Предприятията и организациите, които ръководи винаги печелят първите места в съревнования между общините. Инициатор на множество значими проекти реализирани в регионите на Добруджа, Сухиндол, Павликени и Велико Търново и др.

## Ранни години
Димитър Църов е роден на 18 март 1931 г. в с. Добромирка, Севлиевско. Семейството му е било бедно, майка Ангелина Църова и баща Иван Църов. Родил се 5 кг. Отгледан е основно от баба си, която по онова време е била модна шивачка, учила до 7-и клас и е била от малцината знаещи да четат и пишат. Дядото Минко е загинал в Кърджали през 1912 г. През 1942-1943 г. баща му става ятак на Габровско-Севлиевския отряд.
Димитър расте като много будно момче, на 5 г. чете сам книги подбирани от вуйчо му Коста, който бил учител. Отличник от първи до последен клас. Като юноша става ръководител на СНМ, ДСНМ, Комсомола. Учил е в Мъжката гимназия в гр. Севлиево. Там е председател на ученическия стол.
Най-близкият му приятел в юношеските години и по-късно е поетът Пеньо Пенев.
След завършване на гимназията работи като бригадир при строежа на язовир „Росица“ (сега Ал. Стамболийски"). При пожар спасява склада с взривните материали, изнасяйки с няколко свои другари сандъците с взрив. Изпратен е да учи медицина, но сбъдналото се желание е да учи в Селскостопанска академия в София. Там също завършва с отличие, поради което му предлагат да остане там.
Той обаче избира да бъде разпределен в Добруджа.

## Професионална дейност

### Добруджа
След разпределението му в Добруджа, работи една година в с. Орляк. Там живял в голяма битова мизерия поради малкото средства и бедния край.
Като даровит и умен младеж бива забелязан от ОК на БКП и бива пренасочен за главен агроном на МТС — Средище. Резултатите от работата му са забележими и ОК на БКП правят стъпки за връщането му във Великотърновски окръг.

### Сухиндол и Павликени
При отиването му в Сухиндол става Директор на МТС — гр. Сухиндол. Изгражда добър колектив. Справя се вещо с работата си. Жени се през 1956 г. Първото му дете се ражда в Добромирка, второто в Сухиндол.
При закриването на МТС през 1963 г. е изпратен в Павликени като директор на Окръжно предприятие „Напоителни системи“.
През 1968 г. ТКЗС „Павликени“ стига до фалит и назначават Църов за негов ръководител. За две години ТКЗС „Павликени“ се възстановява и започва работа на пълна мощност.
През 1970 г. започва образуването на АПК и той е назначен за заместник-председател и слез 3 месеца за Председател на АПК – Павликени.

### Великотърновски окръг
След няколко години (1973 г.)е изтеглен в Окръжния съвет за Зам. председател по Селското стопанство във Великотърновски окръг. Скоро след това (1976 г.)става Председател на Окръжен съвет Велико Търново. През 1978 г. отказва предложеното му място за заместник-министър на земеделието. Уволнен от Т. Живков в началото на 1981 г.
Част от неговите инициативи и идеи като председател са:
- построяването на пътна детелина на входа на Велико Търново от София.
- изграждането на сградата на ВТУ „Св. Кирил и Методий“ в центъра на града (строежът е замразен след напускането му до 2010 г.)
- Аудио-визуалният спектакъл „Звук и Светлина“

Значими събития, случили се през неговото председателстване:
- Земетресението в Свищов (Свищовско земетресение)- 1977 г.
- Свлачището във Велико Търново срещу Халите – 1979 г.

## Смърт
Димитър Църов заболява от рак. Почива на 13 декември 1983 г. във Велико Търново.
- Архивни снимки
- Свлачището във Велико Търново
- Среща между Църов и Живков
- Посрещане на българския космонавт Г. Иванов